# 史旺森山脈
77°0′S 145°0′W / 77.000°S 145.000°W
史旺森山脈（英語：Swanson Mountains）是南極洲的山脈，位於瑪麗伯德地，屬於福特山脈的一部分，全長約15公里，處於桑德斯山東南面11公里，該山脈在1934年由美國探險隊發現。